# Esteban Gómez
Esteban Gómez, también conocido como Estevan Gómez, nacido Estêvão Gomes (Oporto, c. 1483 - río Paraguay, 1538), fue un cartógrafo y explorador portugués.
Navegó al servicio de la Corona española en la armada de Fernando de Magallanes, desertando de la expedición en las inmediaciones del estrecho de Magallanes y regresando a España en mayo de 1521. Entre 1524 y 1525 lideró otro viaje de exploración de la costa oriental de Norteamérica, desde Nueva Escocia hasta la Florida. El mapamundi realizado por Diego Ribero en
1529 describe dicha costa como resultado de su expedición.

## Biografía
Estêvão Gomes nació en Oporto, en el norte de Portugal, de ascendencia africana. En 1518, se trasladó a España, donde fue nombrado piloto de la Casa de la Contratación, en Sevilla.

### Expedición de Magallanes
En 1519, Gómez navegó en una de las cinco naves las órdenes de Fernando de Magallanes, como piloto la nao San Antonio, en el viaje que terminaría en la primera circunnavegación de la Tierra. La San Antonio estaba capitaneada en un inicio por Juan de Cartagena, que Magallanes decidió substituir por Álvaro de Mezquita. El 1 de noviembre de 1520, a la llegada de la expedición al estrecho de Magallanes, la San Antonio se separa del resto de la flota para explorar el paso. Esteban Gómez y Jerónimo Guerra, escribano de la San Antonio, en desacuerdo con la forma de actuar de Magallanes, aprovechan para sublevarse deponiendo a Mezquita y haciéndose con el control de la nao. Regresan a España por la ruta de Guinea, llegando a Sevilla el 6 de mayo de 1521, donde fueron encarcelados y sometidos posteriormente a juicio.
Existe una versión muy difundida en la que se afirma que en su viaje de regreso a España pudo haber sido en 1520 el descubridor del archipiélago de las Malvinas (a las que habría denominado «islas de San Antón»), si bien en el juicio que se le hizo por esa deserción no se menciona este hecho sobre las Islas Malvinas. Pero por otra parte se tiene que Esteban Gómez entregó al cartógrafo Diego Ribero en 1529 un indígena capturado en su viaje por Sudamérica, y al parecer 
Ribero obtuvo de ese indígena el relato de que se habían tocado esas islas.
El 6 de septiembre de 1522 la Victoria, la nao superviviente de la armada de Magallanes al mando de Juan Sebastián Elcano, llegó a España y después de que la tripulación contase su terrible experiencia, Gómez fue liberado.

### Exploración de la costa norteamericana

Mapamundi de Diego Ribero, 1529.

Gómez fue capaz de convencer al emperador Carlos V para que permitiera y financiara una expedición para encontrar un pasaje a las «islas de las Especias», esta vez en dirección norte, el tan buscado paso del Noroeste. Una carabela de 50 toneladas, la Anunciada, fue construida a tal efecto.
La expedición zarpó en septiembre de 1524 de La Coruña, con 29 hombres formando la tripulación. Tras cruzar el océano Atlántico, alcanzó el estrecho de Cabot y la isla del Cabo Bretón (en la actual provincia canadiense de Nueva Escocia) en febrero de 1525, y pasaron allí el invierno y después navegó hacia el sur.
Pasó por las costas del actual estado de Maine, donde pensó que el estuario del río Penobscot podría ser el pasaje que buscaba. Entró en el puerto de Nueva York y en el río Hudson (que nombró como «río San Antonio»), y finalmente llegó a las costas de Florida en agosto de 1525, cuando decidió emprender el regreso a España.

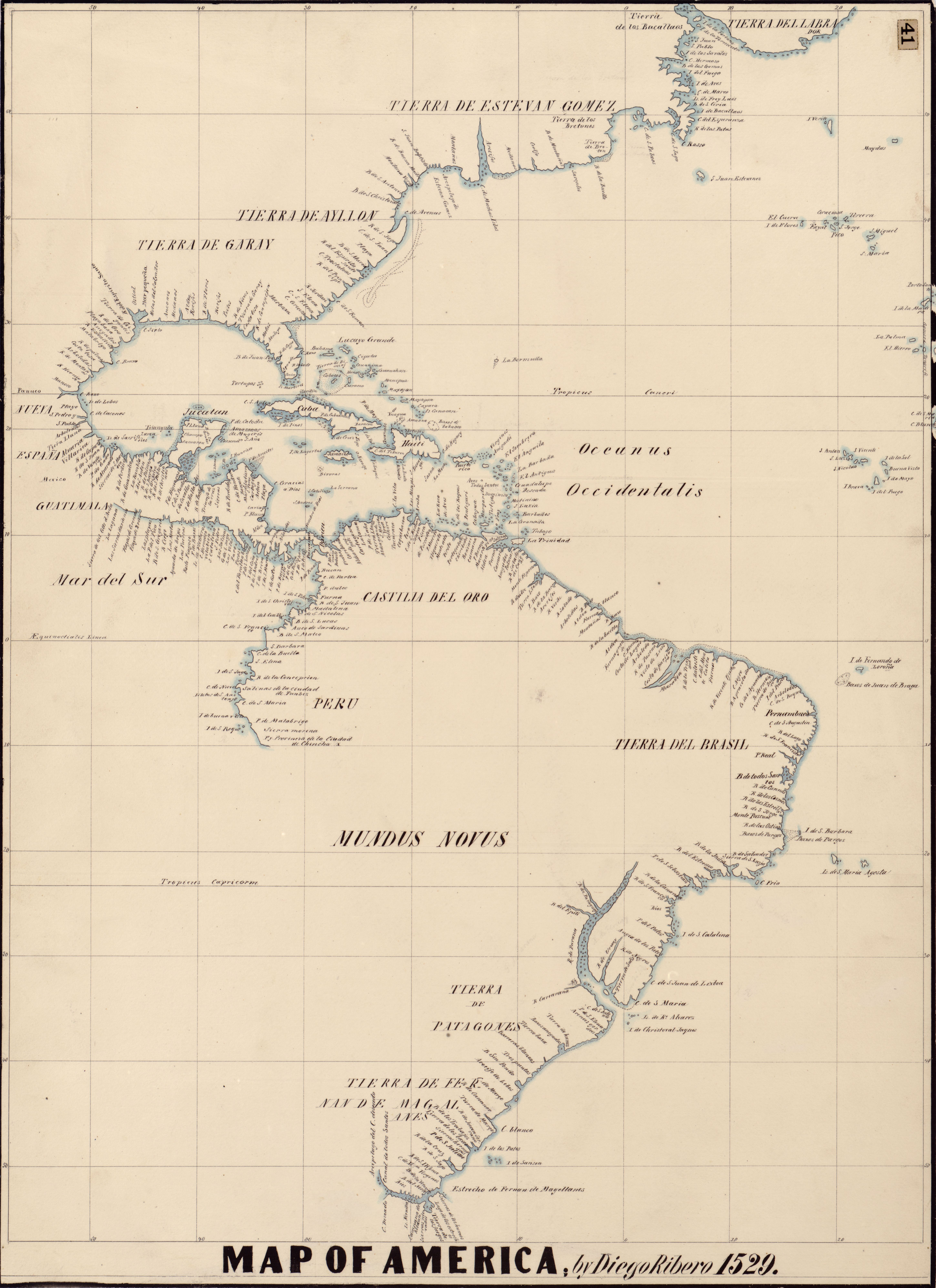
Detalle del mapamundi de 1529, donde se nombra la mitad norte de la costa este norteamericano como «Tierra de Esteban Gómez».

Como resultado de su expedición, el mapamundi realizado por Diego Ribero en 1529 describe la costa este de América del Norte casi a la perfección, desde la península de Florida a la península del Labrador. Durante mucho tiempo, la mitad norte de la actual costa este de los Estados Unidos fue nombrada en los mapas como «Tierra de Esteban Gómez».

### Expedición de Mendoza
En 1535, Gómez se unió a la expedición de Pedro de Mendoza al Río de la Plata. Durante esa expedición, fue asesinado en 1538 en el río Paraguay por los indígenas.